# Copeia
Copeia es una revista científica trimestral que trata temas relativos a ictiología y herpetología.
Es la publicación oficial de la American Society of Ichthyologists and Herpetologists.
El nombre de la revista es un homenaje al profesor Edward Drinker Cope, conocido paleontólogo, pero también notable ictiólogo y herpetólogo.

## Historia
El 27 de diciembre de 1913, John T. Nichols publicó el primer ejemplar de  Copeia. Este constaba únicamente de cuatro páginas, que recogían el contenido de cinco breves artículos escritos por «quienes colaboran en el avance del estudio de los vertebrados de sangre fría».
A principios de 1916 se constituyó el primer comité de publicación formado por John T. Nichols, Henry W. Fowler y Dwight Franklin, que en marzo del mismo año crearían la American Society of Ichthyologists and Herpetologists (ASIH).
En 1923, Copeia se convirtió en el órgano oficial de la ASIH, después de que John T. Nichols anunciase que abandonaba su cargo en la redacción, y a partir de 1927 la revista pasó a editarse trimestralmente.
Con el paso del tiempo fue creciendo el número de suscriptores y el tamaño de la revista. En 2001 Copeia publicaba 1200 páginas cada año y podía encontrarse en más de 1000 bibliotecas de todo el mundo.